# Сладковское сельское поселение (Краснодарский край)
Сладковское сельское поселение — муниципальное образование в составе Лабинского района Краснодарского края России.
В рамках административно-территориального устройства Краснодарского края ему соответствует Сладковский сельский округ.
Административный центр — хутор Сладкий.

## Население
| 2010  | 2012  | 2013  | 2014  | 2015  | 2016  | 2017  |
| ----- | ----- | ----- | ----- | ----- | ----- | ----- |
| 2132  | ↘2129 | ↘2084 | ↘2052 | ↘2049 | ↘2026 | ↘1997 |
| 2018  | 2019  | 2020  | 2021  | 2023  |       |       |
| ↗2000 | ↗2001 | ↘1966 | ↘1899 | ↘1878 |       |       |

## Населённые пункты
В состав сельского поселения (сельского округа) входят 4 населённых пункта:
| № | Населённый пункт | Тип населённого пункта | Население (чел.) |
| - | ---------------- | ---------------------- | ---------------- |
| 1 | Сладкий          | хутор                  | ↗1132            |
| 2 | Розовый          | посёлок                | ↗1000            |